# Pollia rubiginosa
Pollia rubiginosa là một loài ốc biển, là động vật thân mềm chân bụng sống ở biển trong họ Buccinidae.

## Miêu tả
Loài này có kích thước giữa 20 mm and 30 mm

## Phân bố
Chúng phân bố ở Biển Đỏ, ở Ấn Độ Dương dọc theo Tanzania, Mozambique và Réunion và ở Thái Bình Dương Ocean dọc theo Philippines.